# Experiment de Stern-Gerlach
A mecànica quàntica, l' experiment de Stern–Gerlach, que rep el nom dels seus creadors Otto Stern i Walther Gerlach, és un cèlebre experiment (dut a terme el 1922) que deflectava partícules en caps magnètics inhomogenis, emprat sovint per il·lustrar els principis bàsics de la mecànica quàntica. Aquest experiment prova que electrons i àtoms tenen propietats intrínsecament quàntiques, i com, en mecànica quàntica, la mesura afecta el sistema que es vol mesurar.

## Teoria bàsica
Otto Stern i Walther Gerlach van idear un experiment per determinar si les partícules tenien algun moment angular intrínsec. Als sistemes clàssics, com el de la Terra orbitant al voltant del Sol, la Terra té moment angular per la seva rotació al voltant del Sol i per la rotació al voltant del seu propi eix (el spin). L'experiment buscava determinar si les partícules individuals, com els electrons, tenen moment angular de "spin". Si fos així, davant d'un camp magnètic aquestes partícules amb spin respondrien amb un moviment de precessió.
Una imatge en el món clàssic d'això és un parell de mitjos electrons units per un braç petit però finit i girant a gran velocitat. Des de certa distància el seu comportament elèctric és idèntic al d'un electró. El moviment giratori de càrregues li confereix el moment angular intrínsec.
Si la partícula viatja en un camp magnètic homogeni, les forces exercides als extrems oposats del dipol es cancel·len mútuament i el moviment de la partícula queda inalterat. Si l'experiment es fa amb electrons, s'empra un camp elèctric de magnitud adequada i orientat perpendicularment al camí de la partícula carregada per compensar la tendència de la partícules carregades de girar en passar per camps magnètics (vegeu moviment de ciclotró), i el fet que els electrons tenen càrrega pot ser ignorat. L'experiment de Stern–Gerlach es pot fer emprant partícules elèctricament neutres arribant a les mateixes conclusions donat que està dissenyat per provar només el moment angular i no cap fenomen electroestàtic.

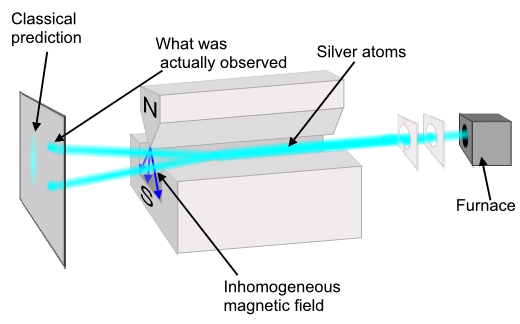
Basic elements of the Stern–Gerlach experiment.

Si la particular viatja a través d'un camp magnètic inhomogeni, aleshores la força sobre un extrem del dipol és lleugerament més gran que la força oposada aplicada a l'altre extrem del dipol. Això fa que la partícula sigui desviada dins del camp magnètic inhomogeni. La direcció en la qual són desviades les partícules rep el nom de direcció "z".
Si les partícules són clàssiques, partícules girant l'una en l'altra, aleshores la distribució dels seus vectors moment angular de spin s'entén que sigui genuïnament aleatòria i cada partícula seria desviada (deflectada) amunt o avall (en direcció "z") en quantitats diferents, produint una distribució contínua a la pantalla del detector. L'experiència, en canvi, mostra que les partícules que passen a través de l'aparell són desviades amunt o avall una quantitat específica, formant dos punts (distribució discreta). Això només es pot entendre si el moment angular de spin està quantitzat, és a dir, que només pot prendre valors discrets. No hi ha una distribució contínua de possibles moments angulars.

Spin values for fermions.

Els electrons són partícules de spin-½. Aquests tenen només dos possibles valors de spin, anomenats spin-amunt i spin-avall. El valor exacte del seu moment angular de spin és +ħ/2 o -ħ/2. Si aquest valors sorgís com a resultat de dues partícules rotant com ho fan els planetes, les partícules haurien de girar a velocitats més enllà de la velocitat de la llum i, en conseqüència, impossibles. Per tant, el moment angular de spin no té res a veure amb la rotació de càrregues i és purament un fenomen quàntic. És per això que sovint se l'anomena "moment angular intrínsec".
Per als electrons existeixen dos valors de spin possibles, igualment per als protons i els neutrons, que són partícules compostes fetes de tres quarks, cadascuna de les quals són al seu temps partícules de spin-½. Altres partícules poden tenir un nombre diferent de possibles valors. Els barions delta (Δ++, Δ+, Δ0, Δ−), per exemple, són partícules spin-3/2 i tenen quatre valors possibles del moment angular de spin. Els mesons vectorials, així com els fotons, els bosons W i Z i els gluons són partícules de spin-1 i tenen tres possibles valors del moment angular de spin.
Per donar una descripció matemàtica de l'experiment amb partícules de spin-½, es fa més fàcil amb l'ajut de la notació de bra-kets de Dirac. En el moment que les partícules passen a través de l'aparell de Stern-Gerlach, aquestes "són observats". A la mecànica quàntica, l'acció d'observar és equivalent a l'acció de mesurar. L'aparell d'observació és, en aquest cas, el detector i podem observar un o dos valors possibles, spin-aumunt o spin-avall. Aquests són determinats pel nombre quàntic moment angular j, el qual pot prendre un dels dos possibles valors permesos, +ħ/2 o -ħ/2. L'acció d'observar (mesurar) correspon a l'operador Jz. En termes matemàtics,
{\displaystyle |\psi \rangle =c_{1}\left|\psi _{j=+{\frac {\hbar }{2}}}\right\rangle +c_{2}\left|\psi _{j=-{\frac {\hbar }{2}}}\right\rangle }
Les constants c1 and c₂ són nombres complexos. El seu mòdul al quadrat determina la probabilitat de trobar l'estat |ψ> amb un dels dos possibles valors de j. Cal normalitzar les constants per tal que la probabilitat de trobar la funció d'ona en qualsevol dels dos estats sigui la unitat. Sabem que la probabilitat de trobar la partícula en cada estat és de 0.5. Tanmateix, donat que c1 i c₂ són nombres complexos, no n'hi ha prou amb aquesta informació per determinar-ne els valors. En conseqüència, només coneixem el mòdul de les constants. Són
{\displaystyle |c_{1}|=|c_{2}|=\textstyle {\frac {1}{\sqrt {2}}}}

## Experiment seqüencial
Si es combinen diferents aparells Stern–Gerlach, es pot comprovar clarament que no fan només de simples selectors, sinó que altern els estats observats (com en polarització de la llum), d'acord amb les lleis de la mecànica quàntica:

## Història

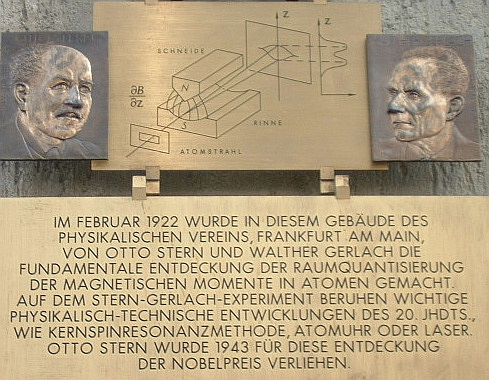
Placa al Frankfurt institut commemorant l'experiment

L'experiment de Stern–Gerlach es va dur a terme a Frankfurt, Alemanya el 1922 per Otto Stern i Walther Gerlach. En aquell temps, Stern feia d'ajudant de Max Born a la Universitat de Frankfurt Institut de Física Teòrica, i Gerlach era ajudant a d'Institut Experimental de Física a la mateixa universitat.
Al moment de l'experiment, el model d'àtom acceptat era el model de Bohr, que descrivia els electrons com partícules carregades negativament orbitant al voltant del nucli atòmic carregat positivament en certes òrbites atòmiques o nivells d'energia. Com que l'electró estava quantitzat i podia ocupar només algunes posicions permeses a l'espai, la separació en diverses òrbites es coneixia com a quantització espacial.

## Impacte
L'experiment de Stern–Gerlach va tenir un dels impactes més grans a la física moderna:
- A la dècada següent, els científics van mostrar, emprant tècniques semblants, que els nuclis d'alguns àtoms també tenen moment angular quantitzat. La interacció d'aquest moment angular del nucli amb el spin de l'electró és la responsable de l'estructura hiperfina de les línies espectroscòpiques.
- Als anys trenta, emprant versions posteriors de l'aparell de S–G, Isidor Rabi i altres van provar que, emprant camps magnètics variables en el temps, es pot forçar el canvi d'estat del moment magnètic. Les sèries d'experiments van culminar el 1937 en descobrir que les transicions entre estats podien ser induïdes mitjançant camps variables amb el temps o camps de radiofreqüència. L'anomenada oscil·lació de Rabi és el fenomen que hi ha darrere les màquines de Fitxer per Ressonància Magnètica que trobem als hospitals.
- Més endavant Norman F. Ramsey, va modificar l'aparell de Rabi per augmentar el temps d'interacció amb el camp. L'extrema sensitivitat deguda a la freqüència de radiació el fa útil per la mesura del temps i encara s'empra avui dia en rellotges atòmics.
- A principis dels seixanta, Ramsey i Daniel Kleppner van emprar un sistema de S–G per produir feixos d'Hidrogen polaritzat com a font d'energia per al Maser d'Hidrogen, que encara avui és un dels rellotges atòmics més populars.
- L'observació directa del spin és la prova més directa de la quantització en mecànica quàntica.